# Affaire de la fermeture de voies routières à Fort Lee

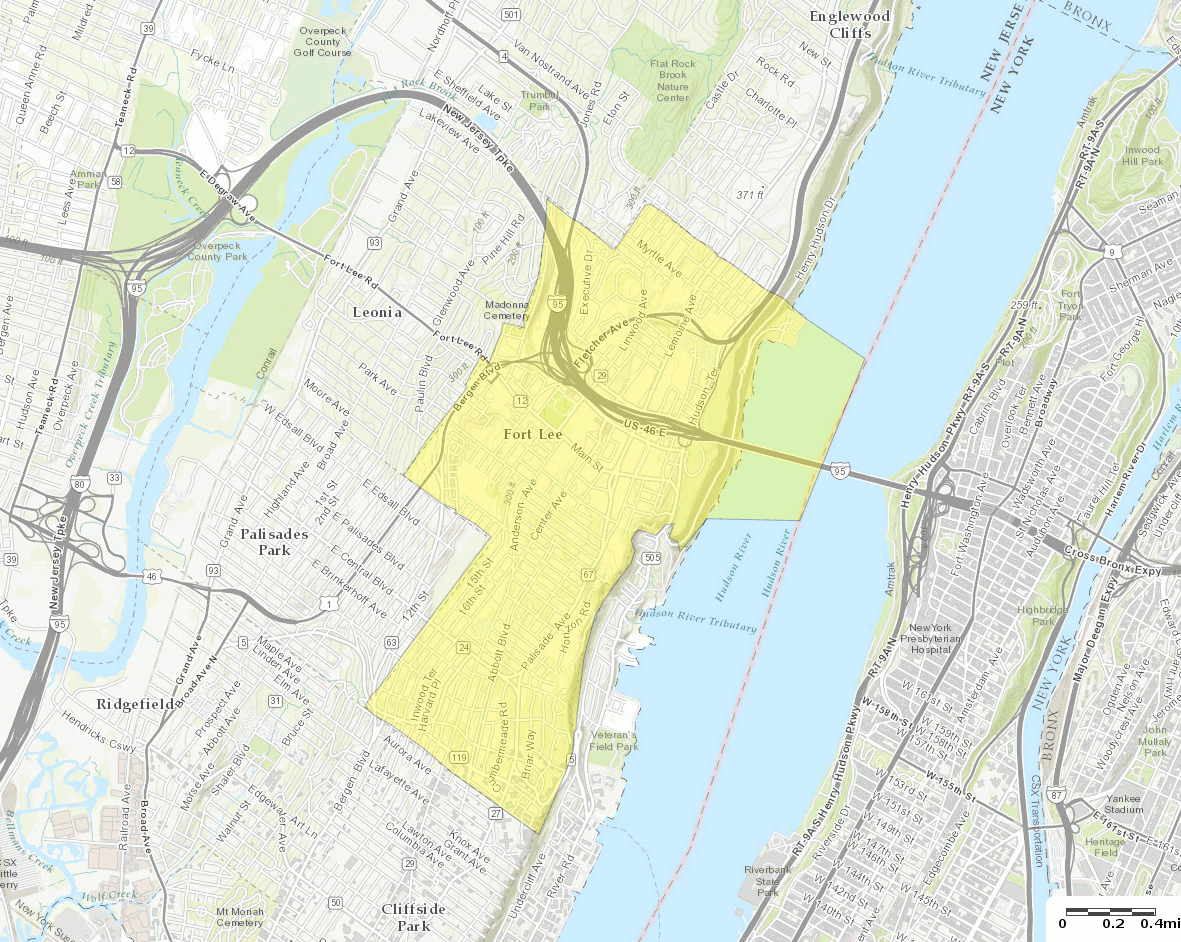
Fort Lee (en jaune) avec le pont George-Washington (à côté de I-95) qui enjambe le fleuve Hudson pour rejoindre Manhattan, arrondissement de la ville de New York.

L’affaire de la fermeture de voies routières à Fort Lee, plus communément appelée Bridgegate ou scandale du Bridgegate, est une affaire politique américaine où des délégués et du personnel sous les ordres du gouverneur du New Jersey, Chris Christie, ont conspiré pour créer des embouteillages à Fort Lee au New Jersey, en ordonnant la fermeture de voies routières sur le niveau supérieur du pont George-Washington,,,,,, une « artère vitale reliant le New Jersey à New York ». La fermeture a considérablement ralenti la circulation routière dans Fort Lee pendant cinq jours. Cette affaire, largement couverte par les médias américains, aurait sérieusement diminué les chances de Christ Christie d'être candidat républicain pour l'élection présidentielle américaine de 2016.

## Déroulement
Plus de cent millions de véhicules ont emprunté le pont George-Washington en 2013 selon le Port Authority of New York and New Jersey (qui supervise la circulation sur le pont), ce qui en fait l'un des ponts les plus utilisés par les automobilistes au monde,.
Le matin du lundi 9 septembre 2013, deux des trois voies à péages reliant Fort Lee à Manhattan ont été fermées un peu avant l'heure d'affluence et réaffectées au trafic d'autoroutes reliant le New Jersey à New York. Un proche conseiller de Christie, tout comme deux délégués au Port Authority, ont été accusés d'avoir dissimulé la décision de fermer deux voies, que ce soit avant, pendant ou après leur fermeture. D'autres proches du gouverneur Christie ou travaillant au Port Authority auraient feint l'ignorance, minimisé l'incidence de la fermeture ou agi de façon à cacher des informations au public pendant que le scandale a pris de l'ampleur,. Plusieurs des conseillers et personnes nommées par Christie ont démissionné ou été obligés de renoncer à leur poste pendant les enquêtes,.
Les responsables des services locaux et d'urgence, tout comme la population en général, n'ont pas été avertis de la fermeture des voies. Des fonctionnaires de Fort Lee ont déclaré que la fermeture sans avis préalable a porté atteinte à la sécurité publique, puisque plusieurs interventions des services de sécurité ont été retardées, et que les activités scolaires ont été perturbées à cause du retard encouru par des enseignants et des élèves coincés dans les embouteillages. Les voies ont été rouvertes à la circulation le matin du 13 septembre sur l'ordre de Patrick Foye, directeur général du Port Authority, qui a déclaré que les procédures du protocole du Port Authority ont été détournées sans qu'il ne le sache et que la fermeture a été illégale.
David Wildstein, qui a ordonné la fermeture des voies, et Bill Baroni, qui a déclaré à la Commission du transport de l'Assemblée générale du New Jersey que la fermeture a servi à une étude sur la circulation routière, ont démissionné à la suite de témoignages sous serment de Foye et d'autres responsables du Port Authority. Selon leurs témoignages, les deux hommes ont violé le protocole et tenté de cacher leurs manœuvres aux fonctionnaires de Fort Lee et d'autres officiers civils. Bridget Anne Kelly, la chef de cabinet adjointe de Christie, qui a envoyé un courriel conseillant de créer des problèmes de circulation routière à Fort Lee, a été renvoyée par Christie, qui a affirmé qu'elle n'a pas fait preuve d'honnêteté sur son rôle dans la fermeture. Christie a aussi retiré son appui à son conseiller politique et directeur de campagne électorale, Bill Stepien, qui a souhaité occuper un poste de responsabilité dans le Parti républicain. Christie a mentionné qu'il a été troublé par la désinvolture et l'insensibilité dans les courriels de Stepien à la suite de la fermeture des voies routières,,,.
Selon l'une des théories les plus souvent mentionnées depuis le début de la controverse, la fermeture des voies routières serait une vengeance politique contre le maire de Fort Lee, Mark Sokolich, un démocrate qui n'a pas appuyé le républicain Christie pendant sa campagne de réélection au poste de gouverneur de l'État du New Jersey en 2013,,, Christie souhaitant montrer qu'il est rassembleur peu importe l'orientation politique des personnes. Des enquêteurs ont examiné d'autres scénarios, telle la possibilité que la fermeture ralentisse le développement d'un ensemble de projets immobiliers à Fort Lee dont la valeur est estimée à 1 milliard USD, projet prioritaire pour Sokolich,.

## Suites
En 2014, les opinions abondent sur les chances de Chris Christie d'être nommé candidat à l'élection du prochain président des États-Unis,,. Le journaliste Ruben Navarette avance que les médias favorables à la gauche politique profitent de l'affaire pour diminuer le prestige de Chris Christie dans le but d'améliorer l'image publique d'Hillary Clinton qui viserait également la présidence des États-Unis.
Le 16 janvier, l'épisode de Late Night with Jimmy Fallon montre deux animateurs qui imitent le chanteur Bruce Springsteen en parodiant Born to Run, chanson où ils mentionnent des aspects de l'affaire. Le vidéoclip, téléversé sur YouTube, a été consulté plus de 4 millions de fois.
Vendredi 4 novembre 2016, deux des proches collaborateurs de Chris Christie sont condamnés pour violation des droits civiques dans cette affaire du bridgegate, ce qui « éclabousse la campagne de Donald Trump » et anéantit « ses chances de jouer un rôle auprès de Donald Trump en cas de victoire du milliardaire ».